# Zemětřesení v Ačehu (2016)
K zemětřesení v Ačehu 2016 došlo ráno 7. prosince místního času v Indonésii. Zemětřesení mělo sílu 6,5 stupně momentové škály, hloubku 8 kilometrů a epicentrum se nacházelo na pobřeží, proto bylo vydáno varování před tsunami. Po zemětřesení následovalo několik slabých dotřesů. Zemětřesení způsobilo zničení více než sta domů, asi 100 zničených obchodů a několika mešit. Toto zemětřesení bylo nejsmrtelnější v Indonésii za posledních 6 let.
Původní bilance uváděla 25 mrtvých a 500 zraněných, počet obětí následně stoupl na 97 mrtvých a následně na 102 mrtvých.